# Drémil-Lafage
Drémil-Lafage (okzitanisch: Dremil e La Faja) ist eine  französische Gemeinde mit 2.622 Einwohnern (Stand: 1. Januar 2022) im  Département Haute-Garonne in der Region Okzitanien. Sie gehört zum Arrondissement Toulouse und zum Kanton Toulouse-10 (bis 2015: Kanton Toulouse-8). Die Einwohner werden Drémilois genannt.

## Geografie
Drémil-Lafage liegt etwa 15 Kilometer östlich von Toulouse am Fluss Seillonne. Umgeben wird Drémil-Lafage von den Nachbargemeinden Lavalette im Norden, Gauré im Nordosten, Vallesvilles im Osten, Saint-Pierre-de-Lages im Südosten, Sainte-Foy-d’Aigrefeuille im Süden, Aigrefeuille im Süden und Südwesten, Quint-Fonsegrives im Südwesten, Flourens im Westen sowie Mons im Westen und Nordwesten.
Durch die Gemeinde führt die frühere Route nationale 126 (heutige D 826).

## Bevölkerungsentwicklung
| Jahr | Einwohner |
| ---- | --------- |
| 1962 | 338       |
| 1968 | 409       |
| 1975 | 516       |
| 1982 | 925       |
| 1990 | 2007      |
| 1999 | 2580      |
| 2006 | 2591      |
| 2017 | 2652      |

## Sehenswürdigkeiten
- Kirche Saint-Pierre, erbaut im 12. Jahrhundert, mehrfach umgebaut

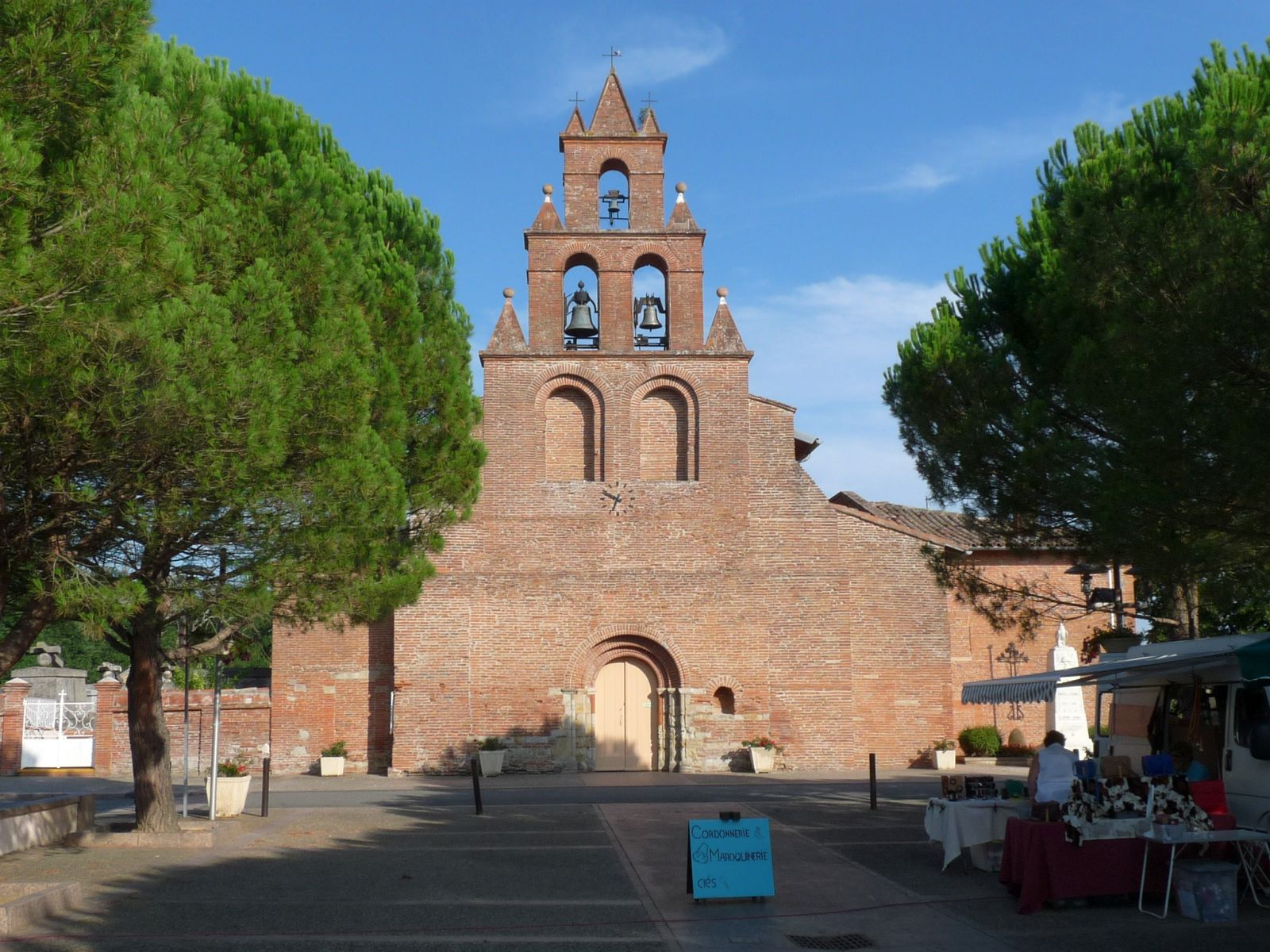
Kirche Saint-Pierre